# Warren Rudman

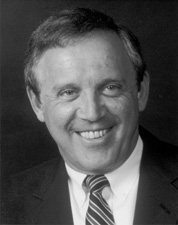
Warren Rudman

Warren Bruce Rudman (* 18. Mai 1930 in Boston, Massachusetts; † 19. November 2012 in Washington, D.C.) war ein US-amerikanischer Jurist und Politiker (Republikanische Partei). Er vertrat von 1980 bis 1993 den Bundesstaat New Hampshire im US-Senat und war für seine gemäßigten Ansichten bekannt. Nach zwei Amtszeiten wurde er nicht wiedergewählt. Zuletzt war er Co-Vorsitzender der Albright Stonebridge Group, einer internationalen Consultingfirma.

## Frühe Jahre
Rudman wurde als Sohn von Theresia (geborene Levenson) und Edward G. Rudman geboren. Bis auf wenige Ausnahmen verbrachte er sein ganzes Leben in New Hampshire. Nachdem er die Militärakademie Valley Forge in Wayne, Pennsylvania, absolviert hatte, machte er seinen Bachelor-Abschluss an der Syracuse University in New York. Er diente in der Armee während des Koreakrieges und machte danach den Abschluss in Rechtswissenschaften an der Law School des Boston College. Von 1970 bis 1976 war er Attorney General von New Hampshire.

## Senator
1980 besiegte Rudman den demokratischen Amtsinhaber John A. Durkin, welcher aufgrund des Wahlergebnisses sechs Tage vor Ende seiner Amtszeit zurücktrat. So ernannte ihn Gouverneur Hugh Gallen vorzeitig im späten Dezember 1980 zum Senator. Im Senat gehörte er dem Ethikausschuss und dem Bewilligungsausschuss an. Durch ihn und seinen Freund John H. Sununu wurde David Souter Richter am Obersten Gerichtshof.

## Spätes Leben
Nachdem er 1993 den Senat verlassen hatte, wurde Rudman zweimal als Kandidat für die Vizepräsidentschaft in Betracht bezogen. Gemeinsam mit Ex-Außenministerin Madeleine Albright und dem ehemaligen Nationalen Sicherheitsberater Sandy Berger war er zuletzt Co-Vorsitzender der Albright Stonebridge Group, eines globalen Beratungs- und Strategie-Unternehmens mit Sitz in Washington, D.C.
2002 wurde Rudman in die American Academy of Arts and Sciences gewählt.